# Elsa et Fred (film, 2005)
Pour les articles homonymes, voir Elsa et Fred.
Pour plus de détails, voir Fiche technique et Distribution.
Elsa et Fred (Elsa y Fred) est un film argentin réalisé par Marcos Carnevale, sorti en 2005.

## Synopsis
À Madrid, deux voisins âgés décident de se mettre en couple.

## Fiche technique
- Titre : Elsa et Fred
- Titre original : Elsa y Fred
- Réalisation : Marcos Carnevale
- Scénario : Marcos Carnevale, Marcela Guerty et Lily Ann Martin
- Musique : Lito Vitale
- Photographie : Juan Carlos Gómez
- Montage : Nacho Ruiz Capillas
- Production : José Antonio Félez
- Société de production : Shazam, MC Millecento et Tesela Producciones Cinematográficas
- Pays :  Argentine et  Espagne
- Genre : Comédie dramatique et romance
- Durée : 108 minutes
- Dates de sortie : 
  -  Argentine : 28 juillet 2005
  -  France : 20 décembre 2006

## Distribution
- Manuel Alexandre : Fred
- China Zorrilla : Elsa
- Blanca Portillo : Cuca
- José Ángel Egido : Paco
- Omar Muñoz : Javi
- Roberto Carnaghi : Gabriel
- Carlos Álvarez-Nóvoa : Juan
- Gonzalo Urtizberéa : Alejo
- Fanny Gautier : Laura
- Federico Luppi : Pablo
- Tomás Sáez : Goyo

## Distinctions
Le film a été nommé au prix Goya du meilleur acteur pour Manuel Alexandre.

## Remake
Le film a fait l'objet d'un remake américain de Michael Radford en 2014.